# Niebezpieczny Henryk
Niebezpieczny Henryk (ang. Henry Danger, 2014) – amerykański serial komediowy stworzony przez Dana Schneidera i Danę Olsen oraz wyprodukowany przez wytwórnię Schneider's Bakery i Nickelodeon Productions. Główne role w serialu zagrali Jace Norman, Cooper Barnes, Riele Downs, Sean Ryan Fox, Ella Anderson.
Premiera serialu miała miejsce 26 lipca 2014 roku na amerykańskim Nickelodeon. W Polsce premiera serialu zadebiutowała 15 listopada 2014 roku na antenie Nickelodeon Polska jako zapowiedź, natomiast regularna emisja rozpoczęła się 25 stycznia 2015 roku.
18 listopada 2014 roku Nickelodeon ogłosił, że serial otrzymał zamówienie na drugi sezon liczący 20 odcinków.
W marcu 2016 roku został zapowiedziany 3 sezon serialu.
Serial ma spin-off Niebezpieczny oddział, z datą premiery 16 listopada 2020 r. na kanale Nickelodeon w Polsce.

## Fabuła
Serial opisuje perypetie trzynastoletniego Henryka Harta, który mieszka w mieście Swellview. Pewnego dnia chłopiec dostaje pracę jako Straszny Dzieciuch/Niebezpieczny tym samym stając się pomocnikiem superbohatera Kapitana Be. Henryk, aby nie mówić nikomu o jego pracy, postanawia ukryć prawdę przed swoimi najlepszymi przyjaciółmi – Charlotte i Jasperem, jego rodzicami oraz jego młodszą siostrą Piper. Charlotte sama odkrywa, że Henryk pracuje dla pana Kapitana Bee., dzięki czemu sama dostaje tam pracę. Po jakimś czasie tajemnicę odkrywają Jasper i Piper. W 125 odcinku o tajemnicy dowiadują się rodzice Henryka. Jest pomocnikiem aż do 19 roku życia.

## Spis odcinków
| Sezon | Sezon | Odcinki | Oryginalna emisja    | Oryginalna emisja    | Polska emisja     | Polska emisja     | Polska emisja |
| Sezon | Sezon | Odcinki | Premiera             | Finał                | Premiera          | Finał             |               |
| ----- | ----- | ------- | -------------------- | -------------------- | ----------------- | ----------------- | ------------- |
|       | 1     | 26      | 26 lipca 2014        | 16 maja 2015         | 15 listopada 2014 | 12 listopada 2015 |               |
|       | 2     | 19      | 12 września 2015     | 17 lipca 2016        | 4 kwietnia 2016   | 20 listopada 2016 |               |
|       | 3     | 20      | 17 września 2016     | 7 października 2017  | 3 kwietnia 2017   | 21 grudnia 2017   |               |
|       | 4     | 22      | 21 października 2017 | 20 października 2018 | 4 maja 2018       | 23 maja 2019      |               |
|       | 5     | 41      | 3 listopada 2018     | 21 marca 2020        | 24 maja 2019      | 11 listopada 2020 |               |

## Polska emisja
| SERIA   | ODCINKI | PORA EMISJI                |
| SEZON 1 | 1-2     | Sobota, 15:55              |
| SEZON 1 | 3-16    | Niedziela, 18:30           |
| SEZON 1 | 17-26   | Poniedziałek-Piątek, 18:15 |
| SEZON 2 | 27-45   | Poniedziałek-Piątek, 18:15 |
| SEZON 3 | 46-57   | Poniedziałek-Piątek, 18:15 |
| SEZON 3 | 58-65   | Czwartek, 18:05            |
| SEZON 4 | 66-73   | Piątek, 16:20              |
| SEZON 4 | 74-87   | Poniedziałek-Piątek, 18:15 |
| SEZON 5 | 88-107  | Poniedziałek-Piątek, 18:15 |
| SEZON 5 | 108-109 | Sobota, 18:15              |
| SEZON 5 | 110-123 | Poniedziałek-Piątek, 18:25 |
| SEZON 5 | 124     | Wtorek, 18:20              |
| SEZON 5 | 125-128 | Poniedziałek-Piątek, 18:25 |